# Десна (Винницкая область)
Десна́ (укр. Десна) — посёлок в Винницком районе Винницкой области Украины.

## Географическое положение
Расположен к северо-востоку от Винницы, в непосредственной близости от города. Транспортное сообщение с Винницей затруднено из-за устаревшей инфраструктуры. Из областного центра в пгт ходит электропоезд, время в пути — 8 минут. Кроме того, до населённого пункта ходит городской автобус № 30., до 09-12-2018 ходил автобус Жд вокзал Винница- Десна, но с 10-12-2018 автобус был отменен который ездил раз в 30-60 минут, на его место стала маршрутка 2б с интервалом 10 минут что намного лучше, но при этом проезд стал 6 грн.  
С 2024 на посёлок курсирует троллейбус №22 "Десна-Вишенка" с интервалом каждые 1,5 часа, стоимость проезда 15грн.   

## История
Посёлок Десна появился в начале 1970-х годов. Его росту способствовал запуск Винницкого комбината хлебопродуктов № 2. За 30 лет Десна несколько раз переходила под управление разных районов.
В январе 1989 года численность населения составляла 1396 человек.
По состоянию на 1 января 2013 года численность населения составляла 1333 человека.
В июне 2015 года депутаты поселкового совета проголосовали за присоединение Десны к Виннице.

## Инфраструктура
В посёлке насчитывается 9 многоэтажных домов и 258 дворов частной застройки. Есть начальная школа и детский сад.
Во время общественных слушаний по присоединению к Виннице эксперты пришли к выводу, что при присоединении к областному центру бюджет пгт увеличится с 2,6 млн гривен до 6,3 млн гривен.

## Религия
В посёлке действует храм Равноапостольного Князя Владимира Винницкого районного благочиния Винницкой епархии Украинской православной церкви.